# Hino Português

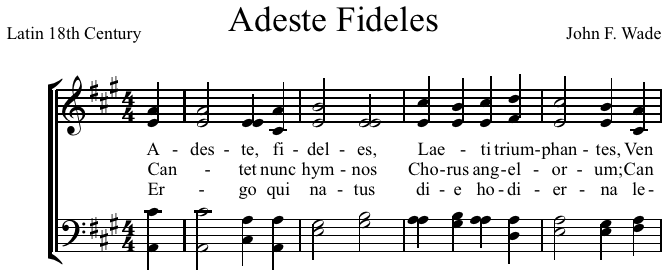
O inicio de Adeste Fideles.

"Adeste Fideles", também conhecido como Hino Português, é  uma famosa composição natalícia.
Conhecido no mundo anglo-saxónico por The Portuguese Hymn, surgiu algures no tempo o mito de que o Adeste Fideles havia sido composto por Dom João IV, afirmação absolutamente sem fundamento.
O mais antigo manuscrito atualmente conhecido do Adeste Fideles data de c.1740 e é da autoria de John Wade (1711-1786). 

## História do tema
Ao tema natalício Adeste fideles foi dado o nome de Portuguese Hymn (ou Hino Português) em várias publicações inglesas, uma vez que esta composição era cantada na capela da Embaixada de Portugal em Londres, que até à legalização do culto católico na Inglaterra, com a promulgação da Acta de Ajuda Católica de 1829, era um dos únicos locais em que ele podia ser celebrado em território britânico. Vincent Novello (1781–1861), que foi, a partir de 1797, Mestre de Capela e Organista da Capela Portuguesa, publicou em 1811 uma colectânea intitulada "A Collection of Sacred Music, as Performed at the Royal Portuguese Chapel in London" que teve depois grande influência na constituição de um repertório católico inglês, e como “Adeste Fideles” estava nela incluído passou a ser conhecido como o Hino Português e assim se foi divulgando no mundo católico internacional. Mais tarde seria incluído, numa versão “pseudo-gregoriana”, no próprio Liber Usualis editado na sequência da reforma litúrgica do Papa Pio X, no início do século XX.
O hino é também frequentemente atribuido, principalmente em paises anglo-saxões, a John Francis Wade, por que as cópias mais antigas indicam seu nome, mesmo que a autoria permaneça incerta. 